# Тойота-центр
«Тойота-центр» (англ. Toyota Center) — крытая спортивная арена, расположенная в деловой части Хьюстона (Техас, США). Названа в честь японской автомобильной компании Тойота. Является домашней ареной для команд «Хьюстон Рокетс» (Национальная баскетбольная ассоциация) и «Хьюстон Аэрос» (Американская хоккейная лига).
В 1995 году владелец баскетбольной команды «Хьюстон Рокетс» Лесли Александер предложил строительство новой арены в Хьюстоне, взамен устаревшего «Саммита». В 1997 году Лесли Александер и Чак Уотсон (владелец «Аэрос») подписали договор на совместное владение новой арены, однако, на городском референдуме в 1999 году проект был отклонён. Лишь в 2001 году, после подписания изменённого договора, предложение «Рокетс» о строительстве стадиона было одобрено.
Строительство началось в июле 2001 года, а открытие состоялось в сентябре 2003 года. Цена строительства составила 235 млн долларов, из которых 105 млн заплатили «Рокетс». Незадолго до конца строительства, компания Toyota купила за 100 млн долларов права на название.

## История

### История создания
В начале 1990-х годов руководство футбольной команды «Хьюстон Ойлерз» предложило «Хьюстон Рокетс» направить совместное прошение муниципалитету Хьюстона о строительстве новой спортивной арены для двух команд. Владелец «Рокетс», Лесли Александер, отклонил это предложение, не желая участвовать в строительстве большого куполообразного стадиона. Вместо этого он заявил, что направит все свои усилия на строительства новой арены в деловой части города в которой будут проходить игры НБА и, возможно, хоккейные игры НХЛ в будущем. Обе команды хотели новые арены, так как их домашним аренам «Астродоум» и «Саммит» было более 20 лет и они не соответствовали современным требованиям и были нерентабельны. По словам вице-президента «Ойлерз» Майка Макклюра, городу с такими аренами не дадут проводить никаких больших мероприятий, а проведение одного Супербоула может принести до 170 млн долларов в городской бюджет. В мае 1995 года руководство нескольких спортивных команд Техаса, включая «Рокетс», предложили ввести законопроект, который бы предусматривал пустить часть местных налогов на строительство новой спортивной арены. Хотя проект не прошёл в палате представителей Техаса, Александер объявил, что он продолжит искать возможности для строительства. Несмотря на то, что руководство «Саммит» заявило, что стоимость реконструкции существующей арены будет намного дешевле строительства новой, руководство «Рокетс» продолжило переговоры с администрацией Хьюстона о возможности строительства. Александер также начал вести переговоры с Чаком Уотсоном (владельцем «Хьюстон Аэрос» и «Саммита») о досрочном расторжении арендного договора, действующего до ноября 2003 года.
Переговоры продолжились и в 1996 году. Мэр Хьюстона Боб Ланье назначил специальную комиссию, которая изучила необходимость строительства и пришла к выводу, что оно «необходимо для сохранения спорта в Хьюстоне». После того, как Уотсон отклонил предложение «Рокетс» выкупить свой контракт за 30 млн долларов, «Рокетс» подали официальное прошение о расторжении договора аренды, утверждая необходимость выкупить аренду. Руководство города подало встречный иск, чтобы заставить баскетбольную команду остаться в «Саммите», заявив, что если «Рокетс» не выполнят обязательств по контракту, то не получат возможность играть на новой спортивной арене. В апреле 1997 года Александер заявил, что он и Уотсон достигли соглашения о совместном управлении новой арены. После того как все стороны договорились о сроках, законопроект о повышении налогов для строительства новой арены был подписан в июле губернатором штата Джорджем Бушем-младшим.
Однако после того как Национальная хоккейная лига решила не рассматривать Хьюстон в качестве кандидата на получение хоккейной команды во время расширения лиги из-за неопределённости в строительстве новой арены, Ленье решил не проводить референдум в ноябре. В январе 1998 года «Рокетс» подали апелляцию на судебное постановление, предписывающее команде оставаться в «Саммите», но в мае отозвали его, после того, как стало ясно, что новая арена будет построена только к концу их арендного контракта. В январе 1999 года новый мэр Ли Браун гарантировал, что будет проведён референдум по этому вопросу до конца года. После нескольких месяцев переговоров с Harris County-Houston Sports Authority, «Рокетс» наконец пришли к соглашению, что команда заплатит половину стоимости строительства и референдум был назначен на 2 ноября. Соглашение было одобрено Брауном и городским советом Хьюстона, однако Уотсон начал кампанию по отмене референдума, заявляя, что новая арена «не в интересах Хьюстона». 3 ноября были объявлены результаты референдума: 54 % принявших в нём участие высказались против строительства. Александер сказал, что «мы никогда не думали, что проиграем» и что он очень огорчён проигрышем.
После голосования комиссар НБА Дэвид Стерн сказал, что «если не будет нового стадиона… Я думаю, уверен, что команда переедет [в другой город]». Houston Sports Authority не планировало встречаться с руководством «Рокетс» до конца сезона 1999/2000, но, узнав, что те начали переговоры с другими городами о возможности переезда, стороны возобновили переговоры в феврале 2000 года. Несмотря на это, «Рокетс» продолжили переговоры с Луисвиллем, Кентукки. План финансирования арены был опубликован в июне. Окончательный договор был предложен 6 июля, и «Рокетс» и Ли Браун договорились о сроках. После одобрения соглашения городским советом, проект опять был включён в ноябрьский референдум. Согласно проекту, «Рокетс» будут ежегодно платить 8,5 млн долларов в качестве арендной платы. «Рокетс» будут получать все денежные поступления с продаж билетов, 95 % с продажи прав на название, плату за парковку в новом гаражном комплексе и с других возможных источников. Город будет получать деньги от проведения концертов и парковок. В преддверии голосования, «Рокетс» подчеркнули, что не будет «никаких новых налогов любого рода», несмотря на это противники новой арены заявляли, что арена повысит потребление энергии и общественность вынуждена будет заплатить слишком много за арену. Строительство новой арены поддержали компания Reliant Energy, вложившая 400 000 долларов в рекламную кампанию, а также Enron и Кен Лэй. На референдуме 8 ноября за строительство арены проголосовало 66 %. Такая большая поддержка стала довольно неожиданной, так как хотя начиная с 1993 года в США было проведено 36 подобных референдумов и в 28 из них строительства были одобрены, однако почти всегда процент проголосовавших за был в районе 53-56 % и редко превышал 60 %. Начало строительства было запланировано на апрель-май 2001 года, а открытие на сентябрь 2003 года, к началу сезона НБА 2003/2004.

### Строительство и открытие

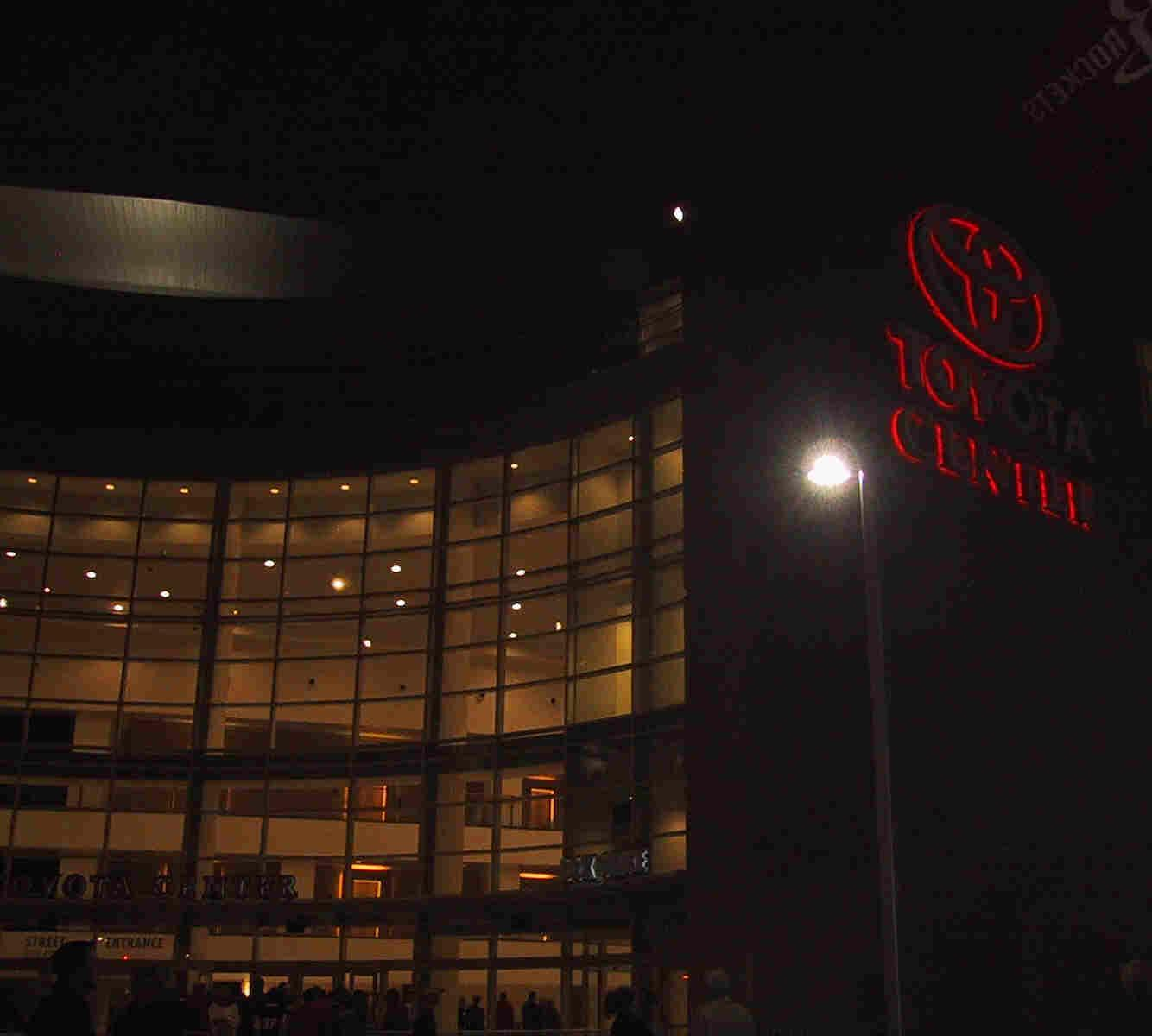
Эмблема Тойоты на стене стадиона

Согласно договору, муниципалитет Хьюстона выкупил участок земли у частных владельцев под строительство арены, а также под будущие парковки рядом с конференц-центром имени Джорджа Р. Брауна (англ. George R. Brown Convention Center), оплатив покупку облигациями и займами на сумму 30 млн долларов. Компания Morris Architecture разработала дизайн сооружения площадью 70 000 м². Строительство здания проводила компания Hunt Construction. 13 июня было снесено здание Houston Lighting and Power, которое находилось на месте будущего строительства. Также было перекрыто движение по двум улицам на время строительства арены, а пожарное депо № 8 было перенесено в другое место. Церемония закладки фундамента состоялась 31 июля 2001 года и строительство продолжалось 26 месяцев.
По требованию Александера, строительство арены велось на 10 метров ниже уровня земли, чтобы болельщикам не приходилось подниматься по ступенькам. Для этого был вырыт самый большой за всю историю Хьюстона котлован. Рытьё котлована заняло 4 месяца и стоило 12 млн долларов. Бетон под фундамент заливали летом 2002 года, а строительство самой арены началось в октябре. Крыша была установлена в декабре, после чего начались внутренние работы. На строительство ушло 35 000 м³ бетона, 3040 тонн стали, 350 000 бетонных блоков, 60 390 м² гипсокартона, 1800 м² стекла, а также высажено 3500 м² газона. 4 сентября 2003 года состоялась церемония перерезания ленточки и официальное открытие арены. Стоимость строительства составила 235 млн долларов, из которых 105 млн заплатили «Рокетс».

### Титульный спонсор
23 июля 2003 года, за несколько месяцев до открытия арены, компания Toyota заключила 20-летний контракт стоимостью 100 млн долларов, купив права на название стадиона. Кроме самой арены, в честь спонсора назван гаражный комплекс Toyota Tundra и VIP-ложа Lexus Lounge, предназначенная для специальных клиентов компании. В северной части вестибюля располагается выставочный зал Тойоты в котором представлены новинки компании. Также договор предусматривает: размещение логотипов Тойоты над всеми пятью входами (включая большой неоновый логотип над главным входом), в двух местах на игровой площадке, на крыше здания и демонстрацию его на видеоэкранах; показ рекламы во время радио- и телетрансляций местных теле/радиокомпаний. Этот контракт стал девятым по величине в США для спортивных сооружений и четвёртым для арен. Обязательства по выплате будут выполнять компании Toyota Motor Sales, USA Inc., базирующаяся в Торранс, Калифорния; Gulf States Toyota, базирующаяся в Хьюстоне; и Houston Toyota Dealers Association.

## Параметры

### Расположение

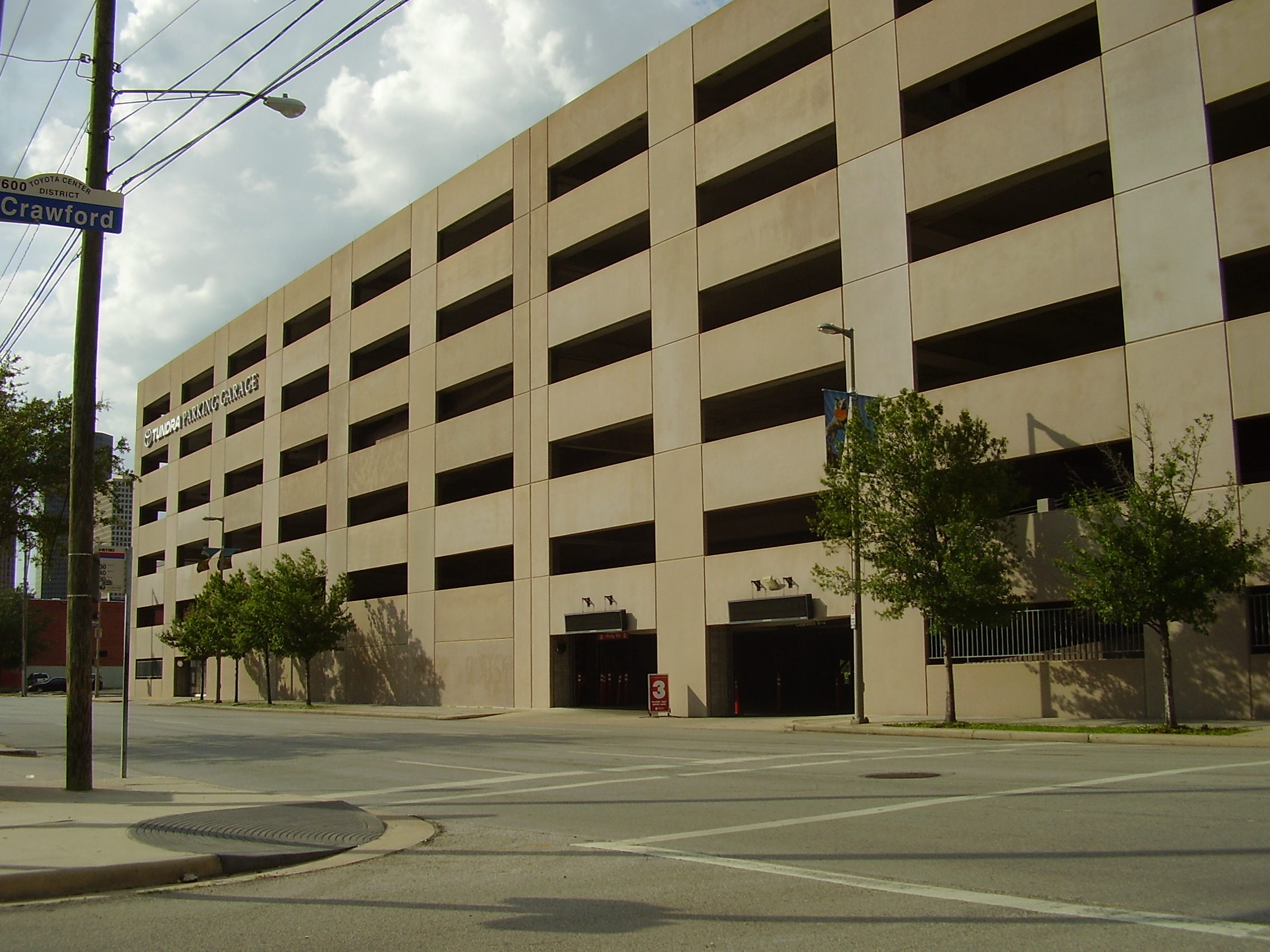
Гараж ToyotaTundra

«Тойота-центр» находится в восточной части делового района Хьюстона, недалеко от шоссе 10 и 45. Рядом с ареной находится конференц-центр имени Джорджа Р. Брауна, площадь Рут и самый большой в центре Хьюстона парк Дискавери Грин. Площадь Рут была построена в 1923 году и к началу 2000-х годов оказалась почти заброшенной, став местом сбора бездомных. После строительства «Тойота-центра», «Рокетс» вложили деньги в реконструкцию парка. Были высажены цветы и деревья, установлены скульптуры и инсталляции, а визитной карточкой парка стала баскетбольная площадка. В нескольких кварталах от арены расположен бейсбольный стадион Минит Мэйд-парк, открытый в 2000 году. Возле «Тойота-центра» в декабре 2003 года была построена гостиница Хилтон Америкас-Хьюстон, а в двух кварталах — комплекс Houston Pavilions в 2008 году. До или после игры посетители «Тойота-центра» могут провести время в многочисленных барах, ресторанах и ночных клубах, расположенных рядом со стадионом. 11 апреля 2008 года, перед игрой «Рокетс» — «Финикс Санз», рядом со стадионом был открыт 3,5-метровый памятник в честь Хакима Оладжьювона. Памятник находится перед главным входом в «Тойота-центр» и представляет собой прямоугольную бронзовую скульптуру, в верхней части которой размещена майка с номером 34 и баскетбольный мяч позади неё. Ниже расположен небольшой текст, в котором перечисляются достижения Олджьювона. Идея этого памятника возникла у Лесли Александера после того, как он увидел скульптуру Майкла Джордана рядом с «Юнайтед-центром».
Для тех, кто приезжает на машине, рядом с ареной был построен гаражный комплекс Toyota Tundra на 2500 машиномест, который соединён с «Тойота-центром» переходом (англ. skybridge). Вокруг арены также расположены парковки общей вместимостью около 10 000 машиномест. Всего в квартале от стадиона находится многоэтажный гараж, принадлежащий Хакиму Оладжьювону. Для людей с ограниченными способностями выделены места на первом и третьем уровне Toyota Tundra, а также вокруг стадиона. В отличие от предыдущей арены «Рокетс», где в стоимость билеты входила стоимость парковки, посетителям «Тойота-центра» приходится платить за парковку от 5 до 15 долларов. Недалеко от арены находится станция наземного метро Main Street Square.

### Внешнее оформление

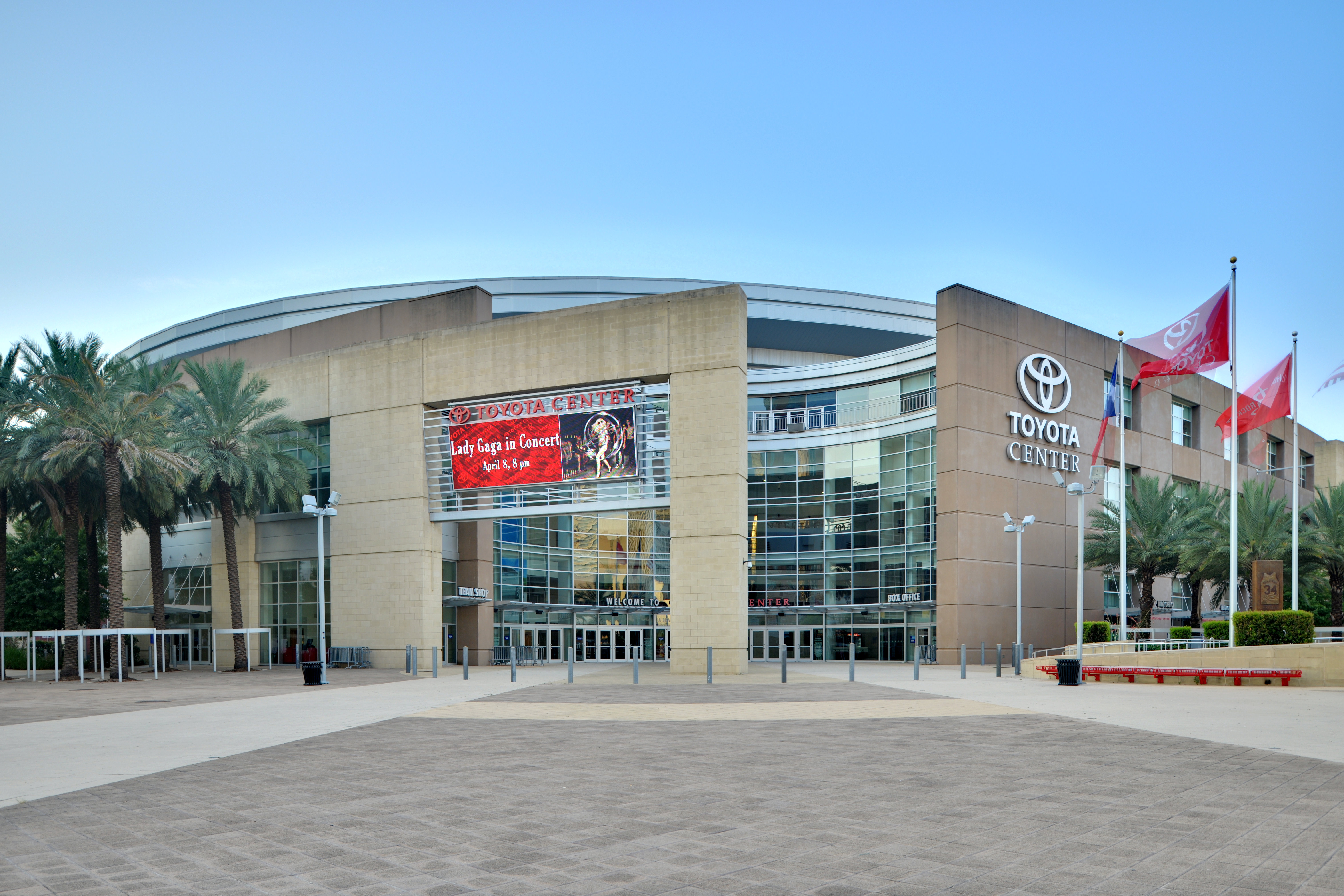
Главный вход «Тойота-центра»

«Тойота-центр» занимает площадь 6 городских кварталов. Дизайн арены разработан архитектурным бюро HOK Sports and Entertainment Group совместно с Morris Architects. При разработке дизайна, больше внимания уделялось на создания комфортной обстановки для посетителей внутри помещения, чем на внешние архитектурные изыски. Поэтому снаружи арена ничем не выделяется на фоне окружающих её зданий. «Тойота-центр» имеет округлую форму. Внутрь здания ведут четыре входа. Главный вход на стадион находится в северо-западной части здания, а ещё два в северо-восточной и южной части арены. Четвёртый вход ведёт из гаража через специальный крытый переход. Дизайн главного входа практически идентичен с дизайном одной из самых любимых достопримечательностей Хьюстона — фонтана «стены воды» снаружи Уильямс Тауэра рядом с Галереей. В условиях ограниченного пространства в деловой части города, перед входами были сделаны специальные ниши для того, чтобы люди могли собираться за пределами арены, не входя внутрь. Внешние 17 метровые стены здания сделаны из специального материала — Arriscraft, комбинации песка и минералов под высоким давлением. Верхняя часть стен сделана из железобетона, выкрашенного в кофейный цвет, а крыша имеет серебряный цвет. Самая высшая точка крыши находится на высоте 46 метров над уровнем игровой площадки. Здание состоит из комбинации стен разной высоты, чтобы посетители не чувствовали себя «карликами» рядом с сооружением.

### Внутри здания
Для поддержки крыши, внутри здания установлены 22-метровые «суперколонны». По словам архитектора проекта, эти колонны должны стать отличительной чертой хьюстонской арены. Крыша изнутри здания обшита специальными панелями, предназначенными для поглощения отражённого звука. Стены отделаны отполированным гранитом и панелями из вишни и клёна. Внутри, рядом с главным входом, располагается фирменный магазин «Хьюстон Рокетс», а также один из самых длинных в подобных зданиях эскалатор, на котором посетители могут добраться до верхних рядов. На стадионе работает множество ресторанов быстрого обслуживания, такие как: H-O-U-B-B-Q, Space City Dogs, Clutch City Pizza и Baskets Grill. 14 января 2006 года на верхнем уровне центра была открыта игровая площадка Memorial Hermann Sky Court.
Вместимость «Тойота-центра» составляет 18 300 человек для баскетбольных игр, 17 800 для хоккейных игр и до 19 300 для концертов. Стадион располагает 2900 клубными местами и 103 VIP-ложами. Для различных мероприятий арена может иметь 9 разных конфигураций.
Арена разделена на два яруса. Нижний ярус — уровень 100 (разделённый на секторы от 101 до 126), а верхний — 400 уровень (сектора 301—334). Между двумя ярусами располагаются VIP-ложи и клубные места. С двух боков арены расположены VIP-ложи уровней 200 и 300, а с южного торца 9 групповых VIP-лож. В нижнем ярусе располагается около 11 000 зрителей, таким образом, по сравнению с предыдущей ареной большее количество зрителей находится ближе к игровой площадке. Сиденья в новой арене на 10 % шире, а места для ног на 10 % больше чем в старой. Почти у каждого сиденья есть держатель для стакана. При проектировании расположения сидений был проанализирован обзор с каждого места, чтобы посетители могли хорошо видеть игровую площадку.
Большинство VIP-лож имеет собственное название и соответствующее оформление: Rock Star, Clutch City Championship, Hakeem «The Dream» Olajuwon, Clyde Drexler «The Glide», Rockets Locker, Lone Star.. В зависимости от конфигурации, они могут принимать от 12 до 300 человек. С боков площадки, под ложами, расположены клубные места Silestone, на западной стороне находится Woodforest, а с северного торца площадки Red & White wine bistro. В Red & White Bistro зрителям могут предложить вина высшего класса. Зарезервировать его могут любые корпоративные партнёры «Рокетс». Зал Lexus Lounge предназначен для специальных гостей. Для зрителей из VIP-лож работают специальные рестораны, которые обслуживает компания Levy Restaurants. В ресторанах и на клубном уровне положен паркетный пол, сделанный из древесины, завезённой из Танзании.

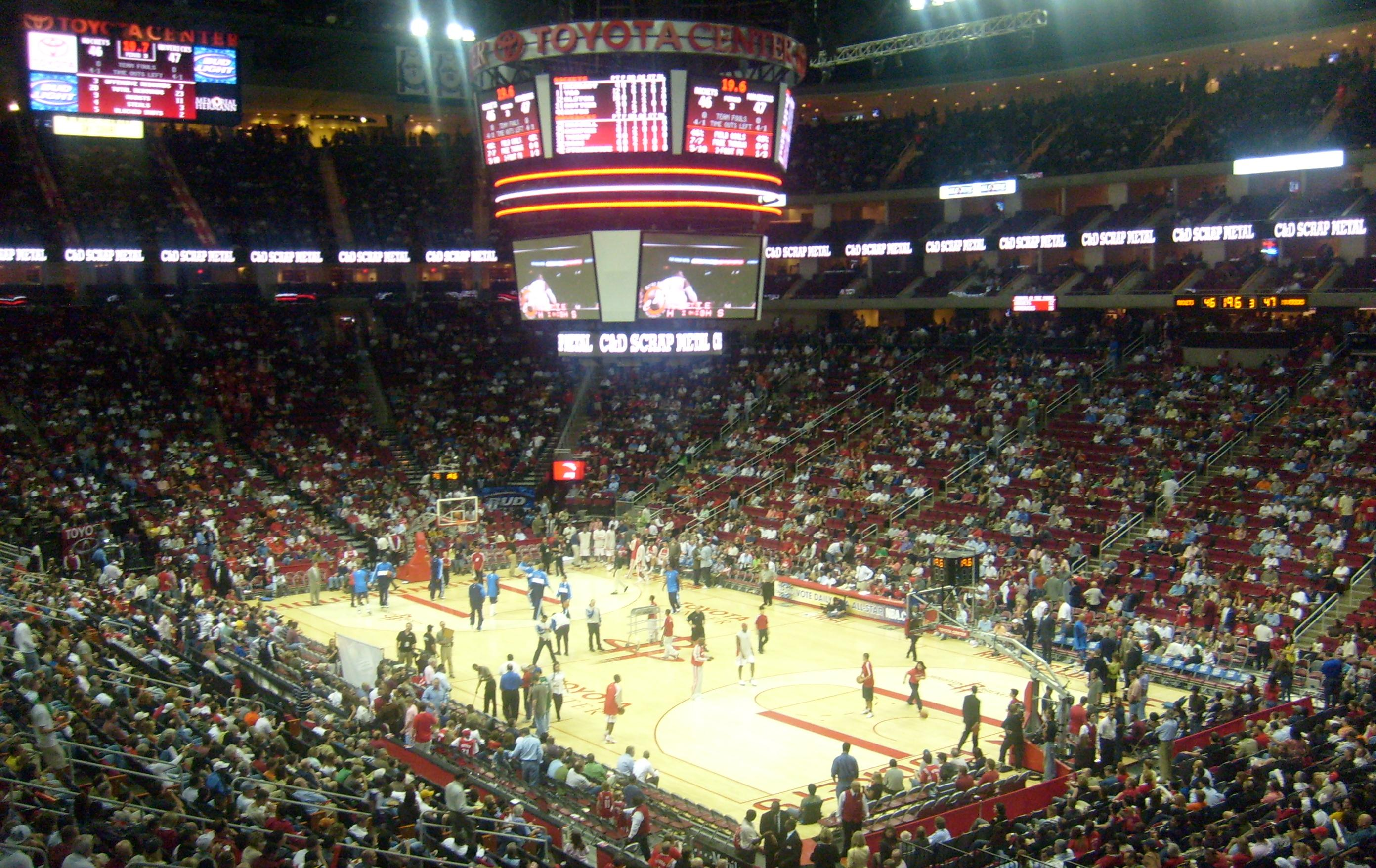
Арена во время игр «Хьюстон Рокетс»

В отличие от «Саммита», в «Тойота-центре» над игровой площадкой размещена видеосистема размером 12 на 9,8 м, которая состоит из 4 основных и 8 дополнительных цветных экранов. Видеосистема подвешена к потолку арены. По состоянию на май 2003 года система имела наилучшее качество изображения и вдвое лучшее разрешение среди спортивных объектов США. С каждой стороны площадки располагается дополнительные экраны. Все видеосистемы арены разработаны фирмой Daktronics из Брукингз, Южная Дакота. Арена также оборудована ультрасовременной аудиосистемой, состоящей из более чем 336 динамиков. С четырёх сторон арены размещено 88 высокочастотных, 88 среднечастотных и 96 низкочастотных динамиков. В видеокуб вмонтировано 64 сабвуфера, которые позволяют звуку циркулировать вокруг арены, вместо того, чтобы опускать и поднимать. При строительстве арены учитывалось, что в ней будут проводиться как баскетбольные матчи, так и концерты, поэтому был найден компромисс между реалистичным звуков во время спортивных соревнований и мягким звуком во время концертов.
Под крышей арены свисают флаги с закреплёнными номерами выдающихся баскетболистов «Рокетс»: Кэлвина Мёрфи, Руди Томьяновича, Хакима Оладжьювона, Клайда Дрекслера и Мозеса Мэлоуна, а также два чемпионских флага 1994 и 1995 годов. Кроме флагов «Рокетс», под крышей находятся также флаги «Аэрос».
Стоимость билетов на игры «Рокетс» на места в ближних рядах была увеличена на 50 % по сравнению с ценой в старой арене, а на дальние места, наоборот, снижена. В 2003 году стоимость билетов на верхний ярус варьировалась от 9 до 35 долларов в зависимости от места, на нижний от 125 до 175 долларов. Клубные места стоили от 140 до 200 долларов за билет. В сезоне 2009/10 средняя цена на игры «Рокетс» была 43,40 доллара, что является 17-м показателем в НБА.

### Защита окружающей среды
В 2010 году Совет по архитектуре и строительству экологически чистых зданий в США (англ. US Green Building Council) присудил арене и команде «Хьюстон Рокетс» рейтинг «LEED Silver». «Тойота-центр» стал первой ареной в Техасе, получившей такой сертификат. Кроме техасской арены сертификаты LEED в НБА имеют только «Роуз-гарден» (Портленд), «Американ Эйрлайнс-арена» (Майами) и «Филипс-арена» (Атланта). Это стало возможным после проведения ряда модификаций и мероприятий по защите окружающей среды. Среди них:
- снижение на 50 % потребления воды для полива;
- уменьшение потребления электроэнергии;
- улучшение качества воздуха внутри арены;
- введение программ по защите окружающей среды;
- пропаганда по защите окружающей среды[84][85].

## Арендаторы
Основным арендатором «Тойота-центра» является команда «Хьюстон Рокетс» из НБА, которая ежегодно выплачивает 8,5 млн долларов арендной платы. На арене также проводит домашние поединки команда «Хьюстон Аэрос» из АХЛ. С 2003 по 2007 год на арене домашние игры проводила команда «Хьюстон Кометс» из Женской национальной баскетбольной ассоциации. В конце 2007 года команда была куплена Хилтоном Кочем, который решил перевезти команду в меньшую арену — «Релиант-арена». «Аэрос», «Кометс» и «Рокетс» до этого домашние игры проводили на арене «Саммит».

## События

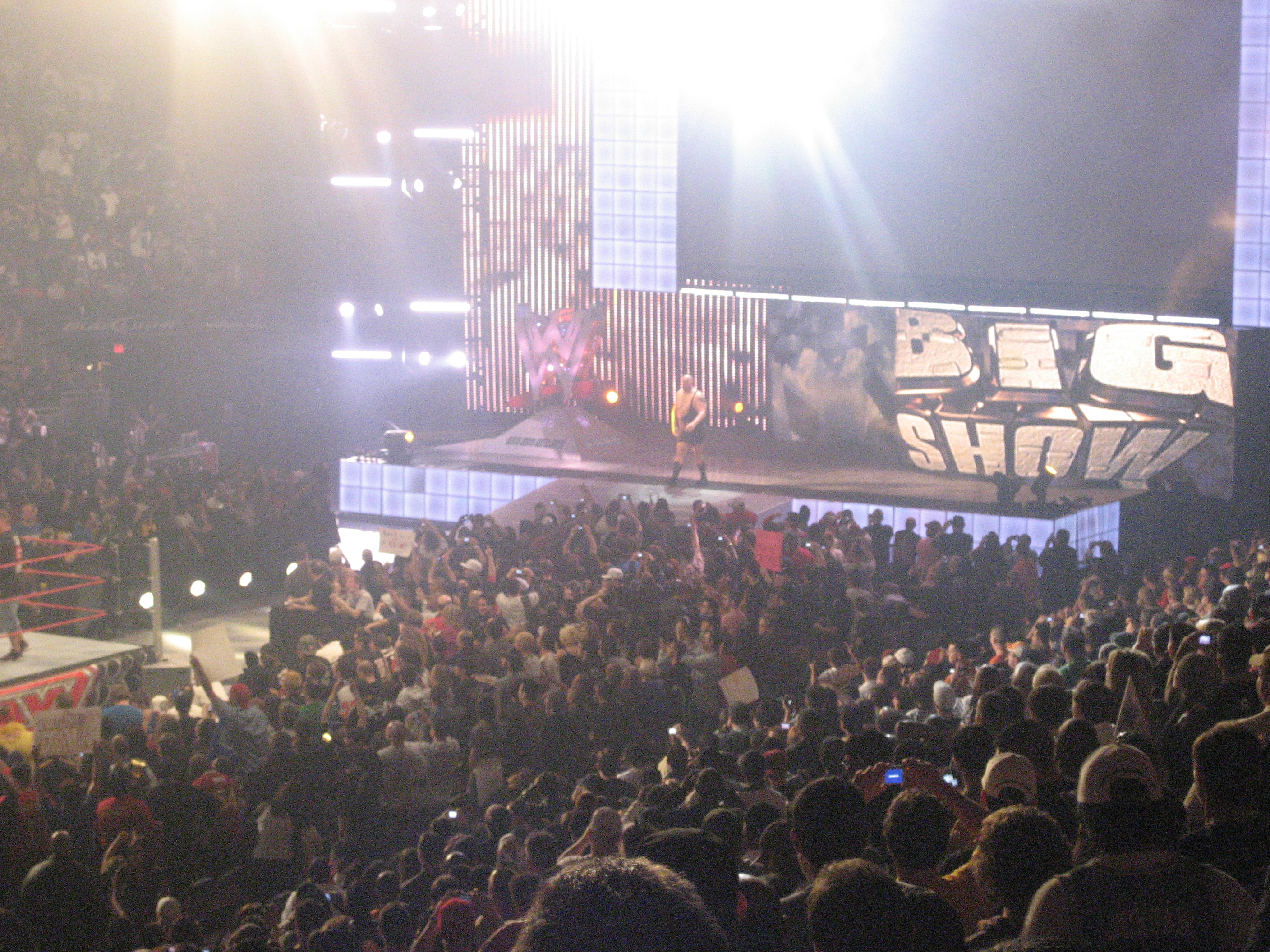
Рестлинг в «Тойота-центре». Выход Биг Шоу.

13 сентября 2003 года «Тойота-центр» впервые открыла свои двери для всех желающих. В этот день арену посетило от 24 000 до 26 000 человек. Посетителей развлекали талисманы и группы поддержки команд, живая музыка, а также зрителям был дан свободный доступ к игровой площадке. На первые 50 дней после открытия было запланировано проведение более 25 мероприятий. Первым стало выступление с концертом 6 октября 2003 года группы Fleetwood Mac. 17 октября арена принимала ледовое шоу «ночь чемпионов» в котором участвовали Алексей Ягудин, Оксана Баюл и Пол Уайли. «Хьюстон Аэрос» свою первую домашнюю игру на новом стадионе провели 24 октября против команды «Кливленд Баронс».. Начиная с 12 октября «Хьюстон Рокетс» провели несколько предсезонных игр, а 30 октября состоялся первый домашний матч, в котором хозяева принимали «Денвер Наггетс». При полностью заполненных трибунах «Рокетс» одержали победу со счётом 102:85. 19 февраля 2006 года арена принимала матч всех звёзд НБА. 11 октября 2007 года на арене прошла игра между «Хьюстон Рокетс» и «Панатинаикосом», в которой победу одержали хозяева со счётом 107:70.
7 апреля 2007 года впервые в Техасе в «Тойота-центре» проходил чемпионат Ultimate Fighting Championship UFC 69. 6 сентября 2008 года прошёл вечер бокса, где главным событием стали поединки Хуана Диаса и Рикардо Хуареса, а 28 февраля 2009 года Хуана Мануэля Маркеса и Хуана Диаса.
На арене с концертами выступали Шанайя Твейн, Linkin Park, Принс, Metallica, Элтон Джон, Тина Тёрнер, U2, Пол Маккартни, The Rolling Stones, Aerosmith, Coldplay, Мэрайя Кэри, Шакира, Кристина Агилера, Red Hot Chili Peppers, Lady Gaga, Бритни Спирс и многие другие. 13 ноября 2008 года в «Тойота-центре» состоялась церемония вручения Latin Grammy Awards.
19 февраля 2008 года в «Тойота-центре» перед 19 000 человек выступал будущий президент США Барак Обама.
В «Тойота-центре» проходило много мероприятий World Wrestling Entertainment. Среди них WWE No Mercy 9 октября 2005 года, WWE Vengeance: Night of Champions 26 июня 2007 года. 4 апреля 2009 года на арене проходила церемонии включения в Зал Славы WWE. 19 декабря 2010 года прошло шоу TLC: Tables, Ladders & Chairs.

## Посещаемость

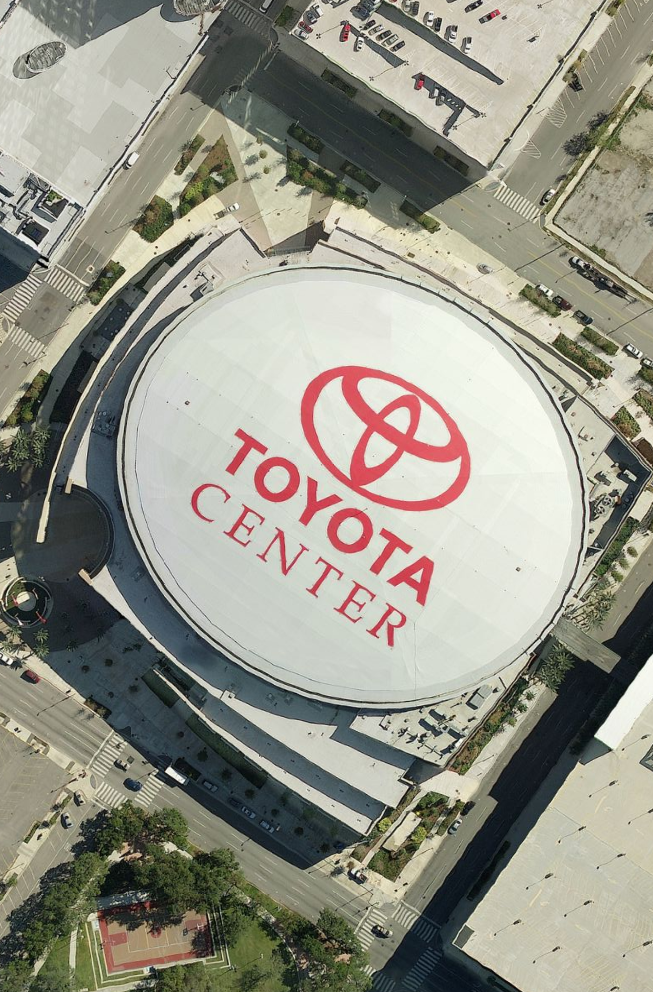
Вид арены со спутника

В первый же год посещаемость арены превысила 1,5 млн человек. 14 мая 2008 года был установлен рекорд посещаемости баскетбольных матчей для этой арены. Шестую игру полуфинальной серии восточной конференции, в которой «Рокетс» победили «Лос-Анджелес Лейкерс» со счётом 95:80, посетило 18 501 человек. Рекордное количество зрителей для «Тойота-центра» собрало выступление Джорджа Лопеза. Самым кассовым событием стало UFC 69: Shootout.
| Сезон   | Всего   | Средняя |
| 2003/04 | 640 794 | 15 629  |
| 2004/05 | 663 444 | 16 181  |
| 2005/06 | 636 110 | 15 514  |
| 2006/07 | 678 262 | 16 542  |
| 2007/08 | 718 524 | 17 524  |
| 2008/09 | 699 280 | 17 482  |
| 2009/10 | 677 658 | 16 528  |
| 2010/11 | 663 839 | 16 191  |
| 2011/12 | 506 994 | 15 363  |
| 2012/13 | 683 564 | 16 672  |
| 2013/14 | 743 082 | 18 123  |
| 2014/15 | 747 412 | 18 229  |
| 2015/16 | 737 244 | 17 981  |
| 2016/17 | 695 903 | 16 973  |
| 2017/18 | 716 008 | 17 900  |
| 2018/19 | 740 392 | 18 058  |
| 2019/20 | 578 458 | 18 076  |
| 2020/21 | 117 009 | 3250    |
| 2021/22 | 638 977 | 15 584  |
| 2022/23 | 668 865 | 16 313  |
| 2023/24 | 720 045 | 17 562  |

## Премии и награды
- «Allen Award» от Central Houston;
- «Новичок года» (англ. "Rookie of the Year") от Harlem Globetrotters;
- финалист рейтинга журнала Pollstar Magazine’s в номинации «Лучшее новое концертное здание» (англ. "Best New Concert Venue")[109];
- «Лучшие общественные туалеты» от газеты Houston Press[110].